# Hovhannès Vanakan
Hovhannès Vanakan (en arménien Հովհաննես Վանական) ou Vanakan Vardapet (1181-1251) est un religieux et un historien arménien des XIIe et XIIIe siècles. Ce disciple de Mkhitar Goch, dont l'œuvre principale est aujourd'hui perdue, est le maître de Kirakos de Gandzak, de Vardan Areveltsi et de Grégoire d'Akner.

## Biographie
Né en 1181 en Albanie du Caucase, Vanakan est un disciple de Mkhitar Goch à Nor-Getik. Sa formation achevée, il fonde le monastère de Khoranachat, dont il est le principal enseignant. Il y a à son tour comme disciples Kirakos de Gandzak, Vardan Areveltsi et Grégoire d'Akner. Les Mongols pillent cependant le monastère dans les années 1230 et capturent Vanakan (ainsi que Kirakos de Gandzak) en 1236. Durant l'été 1236, Vanakan est libéré par le versement d'une rançon et Kirakos parvient à s'évader ; tous deux retournent à Nor-Getik. Vanakan meurt en 1251.

## Œuvres
L'œuvre historique principale de Vanakan, l'Histoire de l'invasion tatare, est à présent perdue. D'autres textes ont été conservés, comme Au sujet du début de la nouvelle année, un Commentaire des tables des canons, un Livre de questions et des homélies.